# STOBAR

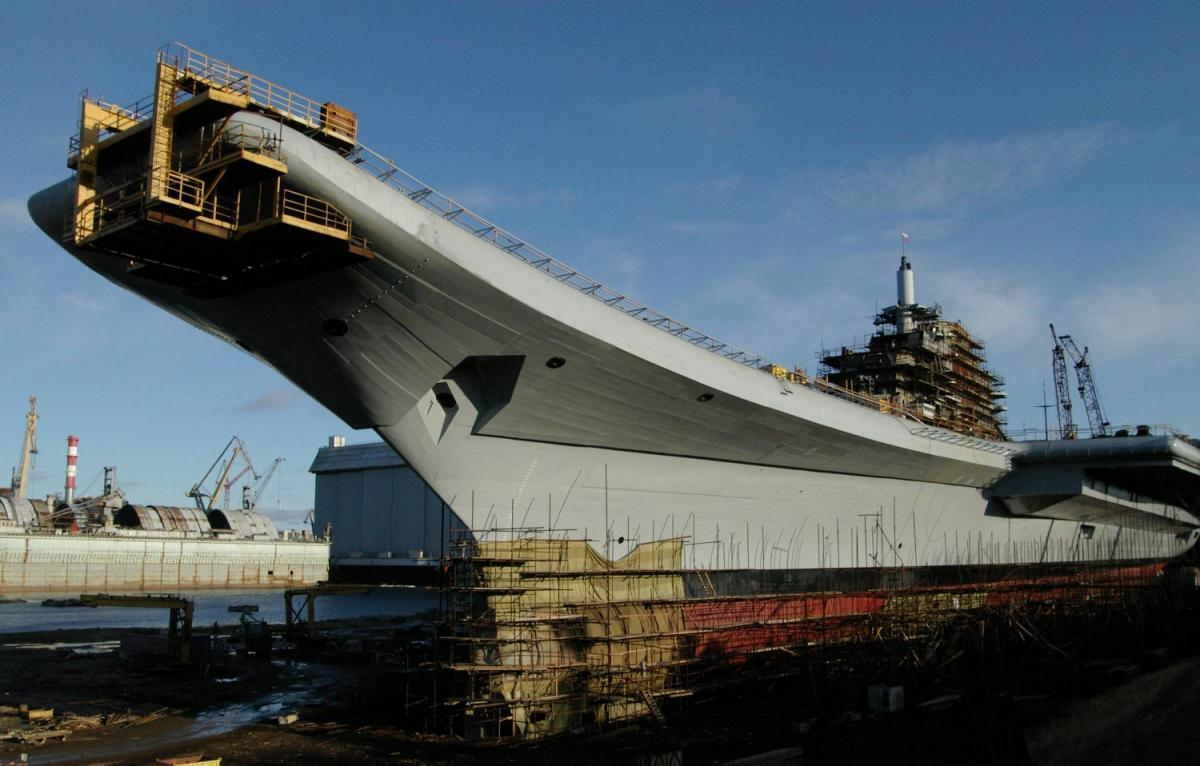
Rampa de decolagem em um porta-aviões.

STOBAR (acrónimo em inglês para Short Take-Off But Arrested Recovery) em português Decolagem Curta e Recuperação por Arresto, é um sistema utilizado para o lançamento e recuperação de aeronaves a partir do convés de um porta-aviões, que combina elementos tanto de decolagem curta e aterrissagem vertical (STOVL) quanto de decolagem assistida por catapulta e recuperação por arresto (CATOBAR).
As aeronaves são lançadas por força própria através de uma rampa auxiliar de decolagem (ski-jump) em vez do uso de uma catapulta, como na maioria dos porta-aviões. No entanto, estas são aeronaves convencionais – incapazes de aterrissagem vertical, em vez das aeronaves do sistema STOVL – e, portanto, requerem cabos de arresto para que pousem na embarcação. O sistema STOBAR é mais simples de ser construído do que o CATOBAR – mas ele só funciona à luz e com aviões de combate com armas leves, que possuem um alto impulso de força-peso.
Os sistemas eletromagnéticos de decolagem de aviões têm sido propostos para operações no método STOBAR.

## Usuários
O porta-aviões da Marinha Russa Admiral Flota Sovetskogo Soyuza Kuznetsov foi o primeiro a ser construído com transporte de aeronaves no modelo STOBAR. A Índia tornou-se o segundo país a construir porta-aviões STOBAR, equipados com aeronaves leves de combate Tejas NP1.
Em construção, dentre os porta-aviões que contarão com configuração STOBAR, incluem-se o porta-aviões chinês Liaoning (baseado no Varyag da antiga Marinha Soviética) e o indiano INS Vikramaditya (o antigo porta-aviões Almirante Gorshkov, da União Soviética), bem como o futuro porta-aviões indiano da Classe Vikrant.